# Titus Software
Titus Software, in seguito nota come Titus Interactive S.A., è stata un'azienda francese produttrice e distributrice di videogiochi, attiva tra il 1985 e il 2005. Sviluppò e pubblicò videogiochi per un'ampia varietà di computer e console, divenendo una delle maggiori società europee in questo campo.

## Storia
La società è stata fondata da Eric e Hervé Caen nel 1985 in Francia; inizialmente fondarono lo studio di sviluppo EH Services, poi lo stesso anno fondarono la Titus come editrice. La società produsse videogiochi per home computer (soprattutto Amiga, Atari ST e Amstrad CPC) e IBM compatibili prima di muoversi nel mercato delle console come il Super Nintendo, il Game Boy e il Nintendo 64, infine pubblicò titoli per Windows, Dreamcast, Nintendo GameCube e PlayStation 2.
Nel 1988 la società si espanse in America fondando Titus Software Corporation in California. Nel 1996 la società venne quotata in borsa sul mercato francese. Titus acquisì la BlueSky Software e l'editore Britannico Digital Integration nel 1998. Nel 1999 divenne azionista di maggioranza della Virgin Interactive. Nel 2001 acquisì la maggioranza dell'editore Statunitense Interplay, l'AD e fondatore dell'Interplay Brian Fargo abbandonò la società e venne sostituito da Hervé Caen.
L'espansione della società e le vendite ridotte di alcuni giochi (come il fallimentare Superman 64) danneggiarono l'assetto finanziario della società. Dopo difficoltà legali e finanziarie, la società chiuse nel 2005: il suo bilancio registrava in quel momento un passivo di 33 milioni di €.

## Videogiochi
- Al*berthe (1985, clone di Q*Bert per Matra Alice sviluppato come EH Services)
- Orthocrack (1985, sviluppato come EH Services)
- Erebus (1986)
- One (1986)
- Maddog (1987)
- Crazy Cars (1988)
- Fire and Forget (1988)
- Galactic Conqueror (1988)
- Off Shore Warrior (1988)
- Titan (1988)
- Crazy Cars 2 o F40 Pursuit Simulator (1989)
- Gazza's Super Soccer (solo distribuzione, 1989)
- Wild Streets (1989)
- Battlestorm (1990)
- Dark Century (1990)
- Dick Tracy (1990)
- DuckTales: The Quest for Gold (solo distribuzione, 1990)
- Fire & Forget II (1990)
- Highway Patrol II (1990)
- Khalaan (solo distribuzione, 1990)
- Knight Force (1990)
- The Blues Brothers (1991)
- Demoniak (1991)
- Eagle's Rider (1991)
- Arachnophobia (1991)
- Crime Does Not Pay (1991)
- Prehistorik (1991)
- Sliders (1991)
- Swap (1991)
- Titus the Fox: To Marrakech and Back (Lagaf: Les Aventures de Moktar - Vol 1: La Zoubida) (1991)
- Crazy Cars 3 (1992)
- Ardy Lightfoot (1993)
- The Blues Brothers: Jukebox Adventure (1993)
- Lamborghini American Challenge (1993)
- Prehistorik 2 (1993)
- Super Cauldron (1993)
- The Brainies (1994)
- Monster Max (1994)
- The Ninja Warriors (1994)
- Quik the Thunder Rabbit (1994)
- Sink or Swim (1994)
- Virtual Chess (1995)
- L'affaire Morlov (1996)
- Incantation (1996)
- Metal Rage: Defender of the Earth (1996)
- Oscar (1996)
- Prehistorik Man (1996)
- Prince of Persia 2: The Shadow and the Flame (1996)
- Realm (1996)
- Whizz (1996)
- Automobili Lamborghini (1997)
- Superman (1997)
- Virtual Chess 2 (1997)
- Quest for Camelot (1998)
- Virtual Chess 64 (1998)
- Carmageddon II: Carpocalypse Now (1999)
- Evil Zone (1999)
- Roadsters (1999)
- Superman 64 (1999)
- Hercules: The Legendary Journeys (1999)
- R/C Stunt Copter (1999)
- Xena: Warrior Princess: The Talisman of Fate (1999)
- Blues Brothers 2000 (2000)
- F/A-18E Super Hornet (2000)
- Incredible Crisis (2000)
- Kao the Kangaroo (2000)
- EOS: Exhibition of Speed (2001)
- Far Gate (2001, solo distribuzione)
- Stunt GP (2001)
- Top Gun: Combat Zones (2001)
- Top Gun: Firestorm (2001)
- Virtual Kasparov (2001)
- Worms World Party (2001)
- NightStone (2002)
- Robocop (2002)
- Sgt. Cruise (annullato)